# العلاقات الكوبية اللاتفية
العلاقات الكوبية اللاتفية هي العلاقات الثنائية التي تجمع بين كوبا ولاتفيا.

## مقارنة بين البلدين
هذه مقارنة عامة ومرجعية للدولتين:
| وجه المقارنة                                              | كوبا                              | لاتفيا                                             |
| --------------------------------------------------------- | --------------------------------- | -------------------------------------------------- |
| المساحة (كم2)                                             | 109.88 ألف                        | 64.59 ألف                                          |
| عدد السكان (نسمة)                                         | 11.48 مليون                       | 1.93 مليون                                         |
| الكثافة السكانية (ن./كم²)                                 | 104.48                            | 29.88                                              |
| العاصمة                                                   | هافانا                            | ريغا                                               |
| اللغة الرسمية                                             | اللغة الإسبانية                   | اللغة اللاتفية                                     |
| العملة                                                    | بيزو كوبي، بيزو كوبي قابل للتحويل | يورو، لاتس لاتفي، الروبل اللاتفي ‏، الروبل اللاتفي ‏ |
| الناتج المحلي الإجمالي (بليون دولار)                      | 87.13 مليار                       | 30.26 مليار                                        |
| الناتج المحلي الإجمالي (تعادل القوة الشرائية) بليون دولار |                                   | 49.24 مليار                                        |
| الناتج المحلي الإجمالي الاسمي للفرد دولار أمريكي          |                                   | 14.06 ألف                                          |
| الناتج المحلي الإجمالي للفرد دولار أمريكي                 |                                   | 23.55 ألف                                          |
| مؤشر التنمية البشرية                                      | 0.769                             | 0.819                                              |
| رمز المكالمات الدولي                                      | +53                               | +371                                               |
| رمز الإنترنت                                              | .cu                               | .lv                                                |
| المنطقة الزمنية                                           | 00                                | ت ع م+02:00، ت ع م+03:00، أوروبا/ريغا ‏             |

## منظمات دولية مشتركة
يشترك البلدان في عضوية مجموعة من المنظمات الدولية، منها:
| علم المنظمة | اسم المنظمة                   | تاريخ انضمام كوبا | تاريخ انضمام لاتفيا |
| ----------- | ----------------------------- | ----------------- | ------------------- |
|             | منظمة التجارة العالمية        | ?                 | 1999                |
|             | الاتحاد الدولي للاتصالات      | 16 يناير 1918     | 11 ديسمبر 1921      |
|             | المنظمة الهيدروغرافية الدولية | ?                 | ?                   |
|             | منظمة حظر الأسلحة الكيميائية  | ?                 | ?                   |
|             | يونسكو                        | 29 أغسطس 1947     | 9 يوليو 1951        |
|             | الأمم المتحدة                 | 24 أكتوبر 1945    | 17 سبتمبر 1991      |
|             | الاتحاد البريدي العالمي       | ?                 | ?                   |
|             | منظمة الشرطة الجنائية الدولية | ?                 | ?                   |

## وصلات خارجية
- موقع وزارة الخارجية الكوبية
- موقع وزارة الخارجية اللاتفية